# Klaksvíkar Ítróttarfelag
Klaksvíkar Ítróttarfelag (Faroe nghĩa là Câu lạc bộ thể thao của Klaksvík) thường được gọi là KÍ là một câu lạc bộ bóng đá chuyên nghiệp của Faroe có trụ sở tại Klaksvík. Được thành lập vào năm 1904, đây là một trong những câu lạc bộ thành công nhất của Faroe với 18 lần vô địch Giải bóng đá Ngoại hạng Quần đảo Faroe và 6 lần vô địch Cúp bóng đá Quần đảo Faroe. Við Djúpumýrar là sân nhà của câu lạc bộ có sức chứa 2.500 khán giả.

## Lịch sử
Câu lạc bộ đã giành chức vô địch Giải bóng đá hạng nhất Quần đảo Faroe 1942. Năm 1992, KÍ Klaksvík lần đầu tiên tham dự một giải đấu cấp châu lục khi họ tham dự vòng sơ loại UEFA Champions League, đối đầu với Skonto Riga của Latvia. Trận đấu kết thúc với tỉ số 6-1 dành cho đội bóng tới từ Đông Âu.
Khi giành cú đúp danh hiệu vào năm 1999, câu lạc bộ có tổng cộng 17 danh hiệu, một kỷ lục vào thời điểm đó. Tuy nhiên, họ không giành thêm được bất cứ danh hiệu nào cho đến năm 2019. Hiện nay, KÍ Klaksvík là câu lạc bộ giàu thành tích thứ hai của Quần đảo Faroe chỉ sau Havnar Bóltfelag.
Vào tháng 7 năm 2009, câu lạc bộ ký hợp đồng với Todi Jónsson và Atli Danielsen trong phần còn lại của mùa giải. Sau khi kết thúc mùa giải năm 2009, KÍ Klaksvík lần đầu tiên xuống hạng trong lịch sử 105 năm của câu lạc bộ. Năm 2010, họ có khởi đầu chậm chạp nhưng kết thúc mùa giải với một phong độ ấn tượng để trở lại với giải bóng đá hàng đầu của Faroe vào mùa 2011.
Năm 2011, KÍ đã chơi một lối bóng đá tấn công rất hấp dẫn dưới sự dẫn dắt của huấn luyện viên Aleksandar Đorđević và kết thúc mùa giải ở vị trí thứ 5 chung cuộc. Sau mùa giải, Icelander Páll H. Guðlaugsson được bổ nhiệm làm tân huấn luyện viên. Năm 2012, câu lạc bộ kết thúc ở vị trí thứ 4 nhưng lại là đội bóng có hàng công mạnh nhất khi ghi 59 bàn sau 27 trận. Páll Klettskarð với 22 bàn trở thành cầu thủ ghi bàn hàng đầu của câu lạc bộ. Để chuẩn bị cho mùa giải 2013, câu lạc bô đã đưa về hai cầu thủ Atli Danielsen và Meinhardt Joensen. Năm đó họ vào tới bán kết Cúp quốc gia nhưng lại chỉ kết thúc mùa giải ở vị trí thứ 8 đầy thất vọng. Mùa giải 2015, KÍ đã ký hợp đồng với tân huấn luyện viên Mikkjal Thomassen. Ông đã thực hiện sơ đồ chiến thuật mới, xa lạ với hầu hết cầu thủ của câu lạc bộ. KÍ trải qua một giai đoạn khởi đầu khó khăn. Giai đoạn sau của nửa đầu mùa giải, đội bóng chơi thứ bóng đá tấn công tự do, hấp dẫn. Năm 2019, KÍ lần đầu tiên lọt vào vòng loại thứ hai của UEFA Europa League sau khi họ đánh bại FK Riteriai của Litva nhờ luật bàn thắng sân khách. Sau các mùa giải không vượt qua nổi vòng loại thứ 3, KÍ đã vào vòng loại thứ 3 UEFA Champions League sau khi đánh bại Hacken 4-3 trên chấm luân lưu sau khi hòa tổng tỉ số 3-3
. KÍ đã trở thành đội bóng Faroe đầu tiên tham gia vòng bảng các cúp châu Âu. Tuy đã dừng cuộc chơi ở cúp C1 sau khi thua Molde tổng 2-3 sau 2 hiệp phụ, họ vẫn làm nên lịch sử cho bóng đá Faroe với việc trở thành đội bóng đầu tiên của vùng lãnh thổ này tham dự vòng bảng một giải đấu cấp châu lục, cụ thể là UEFA Europa Conference League.